# リクレイム・ザ・ストリーツ
リクレイム・ザ・ストリーツ（Reclaim the Streets）は公共空間の利用法に関する運動を行っている市民団体。日本語における名称は未だ定まっておらず、『路上（道路）を奪還せよ』、『リクレイム・ザ・ストリート』なども用いられることがある。英語圏においてはしばしば RTSと略される。
現代における主要な輸送機関である自動車の利用中止を求めており、一般的には反グローバリズム運動であると捉えられている。 

## 概要
リクレイム・ザ・ストリーツはストリート・リクレイミング（自動車利用への反対運動）を訴える非暴力の市民不服従運動であると称している。それを訴えるデモンストレーションとして、主要道路や高速道路などを『ストリート・パーティー』と称して占拠することで知られる。このデモの結果としてしばしば自動車の大渋滞が発生するが、彼らは自身の開いたパーティーによって公共空間が解放されたのだと主張する。パーティーの参加者は服を華やかに飾り付けてダンスに興じる一方、子供の為に簡易の砂場が設けられ、フリードリンクも用意される。このようなデモの様子はイギリスにおけるレイヴシーンの強い影響を受けている。
時にはハンマーでアスファルトを砕き、芝を植えようと試みる事もあり、デモと警察隊との衝突がしばしば見られる。同様の趣旨を持った市民運動をRTSと呼称することもある。
リクレイム・ザ・ストリーツは1990年代のイギリスで誕生し、数年のうちに世界中にその運動が拡大した。現在はヨーロッパ、オーストラリア、北アメリカ、アフリカなどで活動している。

## 参照
- Wall, Derek 'Earth First and the Anti-Roads Movement: Radical Environmentalism and Comparative Social Movements' London: Routledge, 1999. ISBN 0415190649

## 関連
- クリティカル・マス
- ワールド・ネイキッド・バイク・ライド
- ゲリラ・ガーデニング